# Boumerdès (tỉnh)
Boumerdès (tiếng Ả Rập: ولاية بومرداس , Berber: Bumerdas) là một tỉnh ở phía bắc Algérie, giữa Algiers và Tizi-Ouzou. Tỉnh lỵ là thành phố biển Boumerdès (tên cũ là Rocher-Noir) nằm ngay phía đông Algiers.

## Các đơn vị hành chính
Tỉnh này gồm 9 huyện và 32 đô thị. Các huyện bao gồm:
- Bordj Ménaïl
- Boudouaou
- Dellys
- Thénia
- Isser
- Khemis El Khechna
- Naciria
- Baghlia
- Boumerdès

## Địa lý
Tỉnh này chủ yếu là núi non, một bờ biển dài và nhiều sông như Isser và Sebaou. Rìa tây của tỉnh trên thực tế đã là ngoại ô của thủ đô Algiers khi thành phố này mở rộng.
3 thị xã của Zemmouri El Bahri (Rusubbicari), Djinet (Cissi), và Dellys (Rusucurium), tất cả đều là cơ sở của Phoenicia, là các địa điểm cổ của tỉnh. Tỉnh này bị trận động đất Algérie năm 2003 có tâm chấn gần Zemmouri phá hủy nặng nề.